# Be Perfunctory
Albums de Faye Wong
To love
(2003)
Be Perfunctory, sorti en novembre 2015, est un album de Faye Wong. Ce dix-neuvième album est sorti sur le label Chaotic Silence.
Xie Qi, un fan de Faye Wong a acheté pour un million de yuans les droits de diffusion pour Hong-Kong des chansons présentes sur les EP Toy et Help Yourself parus en 1997 sur le label Cinepoly. Il a ainsi reconstitué l'album qui devait originellement sortir en 1997, mais qui n'était pas sorti à cause du départ de faye Wong sur le label EMI.

## Titres
1. Be Perfunctory (敷衍)
2. Undercurrent (空城)
3. Scary (心驚膽戰)
4. Guardian Angel (守護天使)
5. Punctuality/On Time (守時)
6. Unbelievable (不得了)
7. Toy/Plaything (玩具)
8. I Believe (我信)
9. Help Yourself (自便)
10. Date/Rendezvous (約定)